# Фейжоада

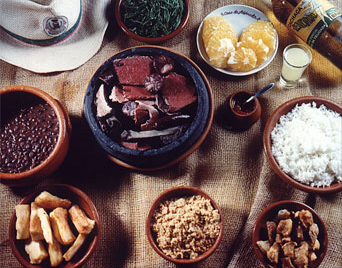
Фейжоада

Фейжоа́да (порт. feijoada, від feijão — квасоля) — традиційна для португаломовних країн страва з квасолі, м'ясних продуктів та фарофу (маніокового борошна).
За однією версією, фейжоаду триста років тому придумали раби, завезені в Бразилію з Африки. Вони змішували шматки свинини, що залишаються від обіду господарів, і чорні боби — традиційний для тих часів бразильський корм для рабів і тварин. Згодом португальці в цю страву додали сосиски і ковбасу, індіанці — фарофу (суміш борошна маніоки з маслом).
На користь цієї версії висувається те, що «фейжао» — це нешкідлива кличка темношкірих на слензі, так як боби в Бразилії чорного кольору.
Але «рабська» легенда походження фейжоада була розвіяна низкою наукових досліджень.
За іншою версією, історія фейжоада йде корінням в європейську кухню. В якості можливих прабатьків фейжоада називають французький кассуле, португальські рецепти Естремадури або іспанська козід мадриленьйо.
Найбільш правдоподібним варіантом походження фейжоада вважається ідея про те, що ця страва з Португалії і має коріння ще в Римській імперії.
Сьогодні фейжоаду готують з квасолі, різних видів м'яса, спецій, борошна маніоки, подають в глиняному горщику з капустою, скибочками апельсина, соусом з перцю та, за бажанням, з рисом. У кожному регіоні фейжоаду готують по-різному, з різними добавками.

## У масовій культурі
У 1977 році Чіко Буарке випустив пісню під назвою «Feijoada Completa». Текст пісні описує інгредієнти, спосіб приготування та типовий спосіб споживання фейжоади.
Фейжоаду було показано у серіалі Netflix Street Food том 2, який зосереджувався на латиноамериканській вуличній їжі.